# Konstanty Ildefons Gałczyński
Konstanty Ildefons Gałczyński (né le 23 janvier 1905 à Varsovie, mort le 6 décembre 1953 à Varsovie) est un poète polonais, connu également pour ses formes dramatiques courtes et ses traductions. 
À la suite du déclenchement de la Première Guerre mondiale, sa famille doit quitter Varsovie et s'installer à Moscou, où Gałczyński s'inscrit dans une école polonaise. De retour à Varsovie, il étudie les lettres classiques et la philologie anglaise. 
Sa première publication date de 1923. Il est associé au groupe poétique Kwadryga (pl) ainsi qu'à des revues satiriques et politiques ; il fait alors partie de la « bohème » de la capitale polonaise. En 1930, il épouse Natalia Awałow (pl), avec qui il habite d'abord à Berlin (en tant qu'attaché culturel), et ensuite à Wilno, dans les années 1934-1936. Cette dernière ville laisse une trace importante dans son œuvre poétique, d'un côté parce que Kira, sa seule enfant, naît là-bas, et de l'autre à cause de l'influence du poète romantique Adam Mickiewicz, lui aussi empreint de l'ambiance de Wilno. À partir de 1936, et jusqu'en 1939, Gałczyński est proche du milieu de Démocratie nationale, parti nationaliste polonais, en collaborant avec la revue d'extrême droite Prosto z mostu. Il met fin à cet engagement avec les événements de la Seconde Guerre mondiale. 
Prisonnier lors de la Seconde Guerre mondiale, il devient un des poètes officiels du régime pro-soviétique, tout en écrivant des poèmes et d'autres formes littéraires courtes plus intimistes, ironiques et témoignant de son érudition et de sa sensibilité. La plupart de ses poèmes ont des rimes. 
Outre ses poèmes, il est connu pour des courtes pièces de théâtre, Teatrzyk Zielona Gęś (Le Petit Théâtre de l'oie verte). Parmi ses poèmes les plus importants se trouvent Notatki z nieudanych rekolekcji paryskich Les Notes de la récollection parisienne échoué) de 1946. Son œuvre consiste en deux ou trois parties majeures, où la première inclut des poèmes et des pièces de théâtre satiriques, connus du grand public, alors que la deuxième comprend les poèmes plus personnels, moins accessibles ; la troisième partie correspond à des textes écrits principalement sur commande. 
Son engagement du côté du régime officiel lui a valu d'être un des héros du livre dénonciateur de Czesław Miłosz, La Pensée captive.
Un musée lui est dédié, à Pranie (près de Ruciane-Nida).